# Operclipygus praecinctus
Operclipygus praecinctus (лат.) — вид мелких жуков-карапузиков из подсемейства Histerinae, (Exosternini). Центральная Америка (Панама).

## Описание
Длина 1,65 мм, ширина 1,28 мм. Цвет красновато-коричневый. От близких видов отличается следующими признаками: пронотум с менее <20 крупными боковыми точками; пропигидиальные точки мелкие, ячеистые, разделены почти своим диаметром; 
простернальные килевые полосы простираются вперёд почти до престернального шва, простернальный киль не сужен в переднем направлении. Вид был впервые описан в 2013 году энтомологами Майклом Катерино (Michael S. Caterino) и Алексеем Тищечкиным (Santa Barbara Museum of Natural History, Санта-Барбара, США). Вид O. praecinctus был отнесён к группе видов Operclipygus hospes, близок к видам Operclipygus ignifer и Operclipygus assimilis.